# Hideki Matsui
Pour les articles homonymes, voir Matsui.
Hideki Matsui (松井 秀喜, Matsui Hideki, né le 12 juin 1974 à Kanazawa, Japon) est un joueur japonais de baseball. Après 10 saisons dans le Championnat du Japon de baseball avec les Yomiuri Giants, il passe en Ligue majeure aux États-Unis et y joue 10 saisons, dont 7 avec les Yankees de New York, de 2003 à 2009.
Lors du 6e match de la Série mondiale 2009, il égale le record de 6 points produits de Bobby Richardson. Il devient le premier joueur japonais à être élu joueur par excellence de la Série mondiale, qu'il remporte avec les Yankees. En 20 ans de baseball professionnel au Japon et en Amérique du Nord, Hideki Matsui compte 507 coups de circuit, soit 332 au Japon et 175 dans les Ligues majeures. Ses 175 circuits, 760 points produits et 547 buts-sur-balles représentent des records pour un athlète japonais dans la MLB. Joueur de champ extérieur et frappeur désigné, il est invité deux fois au match des étoiles du baseball majeur

## Carrière au Japon
Après son parcours collégial, Hideki Matsui est drafté par les Yomiuri Giants du Championnat du Japon de baseball (NPB). Il fait ses débuts dans la ligue en 1993 et y joue durant 10 saisons.
Il est nommé joueur par excellence de la Ligue centrale japonaise à trois reprises (1996, 2000 et 2002). Il a mené son équipe à quatre Séries mondiales japonaises (Japan Series), remportant le titre en 1994, 2000 et 2002. En 2000, il a été nommé joueur par excellence de la Série mondiale japonaise.
Il a participé 9 fois de suite au match des étoiles de la ligue[réf. nécessaire].
Il a mené la NPB pour les coups de circuit et les points produits en 1998, 2000 et 2002[réf. nécessaire].
Il a établi un record personnel de circuits à sa dernière saison en Asie, en 2002, avec 50 coups de quatre buts.
En 1 268 parties jouées dans la ligue japonaise, Matsui a frappé 1 390 coups sûrs dont 332 circuits, marqué 901 points, en a produit 889. Sa moyenne au bâton s'élève à 0,304 et sa moyenne de puissance à 0,582.
Au cours de sa carrière japonaise, il a connu une séquence de 1 250 parties jouées consécutives.

## Carrière en Amérique du Nord

### Yankees de New York
Hideki Matsui signe avec les Yankees de New York en décembre 2002. Il joue son premier match dans les Ligues majeures le 31 mars 2003.
Il fait des débuts remarqués et devient le 8 avril 2003 le premier joueur des Yankees à frapper un grand chelem à sa première partie au Yankee Stadium de New York.
Il frappe dans une moyenne au bâton de 0,287 avec 16 circuits et 106 points produits à sa saison initiale aux États-Unis et termine deuxième au vote pour la recrue de l'année de la Ligue américaine, quelques points derrière Ángel Berroa des Royals de Kansas City.
Il a participé au match des étoiles de la Ligue majeure de baseball à ses deux premières saisons. En 2003, il est le voltigeur de centre partant de la formation de la Ligue américaine et frappe un coup sûr en deux. En 2004, il est amené dans la rencontre comme joueur suppléant.
Durant la saison 2004, il hausse sa moyenne à 0,298, produit 108 points et atteint un sommet personnel en Amérique du Nord de 31 circuits.

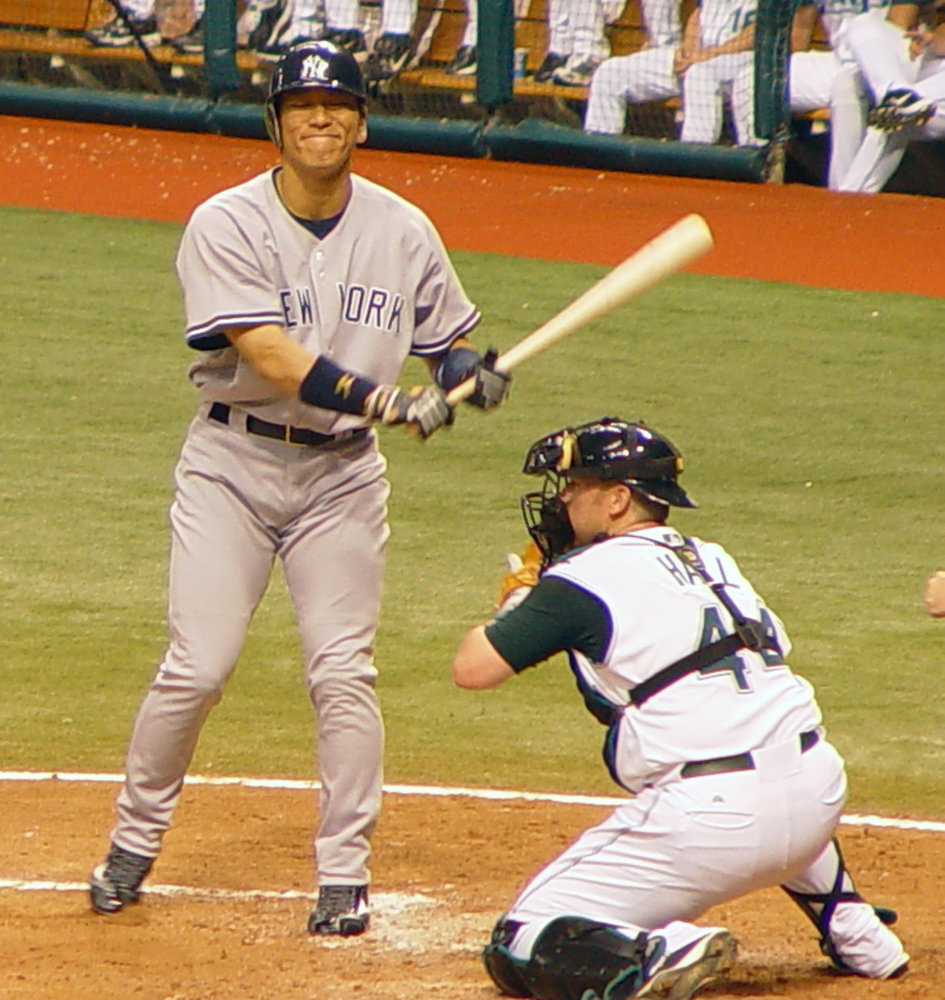
Une présence au bâton d'Hideki Matsui avec les Yankees.

En 2005, il présente sa meilleure moyenne offensive depuis son passage en Occident, frappant pour 0,305. Il claque 23 coups de circuits et produit un record personnel de 116 points.
Le 15 novembre 2005, Matsui signe un nouveau contrat de 52 millions de dollars US pour quatre saisons avec les Yankees de New York, ce qui en faisait le joueur japonais le mieux payé de l'histoire dans les Ligues majeures, devant son compatriote Ichiro Suzuki des Mariners de Seattle.
Il joue peu (51 parties) en 2006 et une blessure au poignet le force à rater, le 12 mai, une partie pour la toute première fois depuis son entrée dans les majeures. Sa série de 518 matchs joués consécutifs en début de carrière est un record des majeures. La précédente marque appartenait à Ernie Banks, qui avait été en uniforme à ses 424 premières parties dans les grandes ligues de 1953 à 1956.
Matsui revient en force en 2007 avec 25 circuits et 103 points produits. Le 5 août 2007, il devient le premier athlète japonais à atteindre les 100 coups de circuit dans les Ligues majeures.
Après avoir maintenu une moyenne au bâton de 0,294 avec 45 points produits lors de la saison 2008, au cours de laquelle il ne joue que 93 matchs, il double sa production en 2009 avec 90 points produits. Il claque 28 longues balles mais affiche en revanche sa moyenne au bâton la plus basse (0,274) depuis ses débuts avec les Yankees. 27 de ces 28 circuits furent frappés comme frappeur désigné, un nouveau record d'équipe pour un joueur utilisé dans cette fonction. L'ancienne marque de franchise (25 circuits) appartenait à Don Baylor depuis 1984.
Utilisé d'abord au champ gauche par les Yankees, Matsui est de plus en plus utilisé comme frappeur désigné au fil des ans. Il se concentre presque exclusivement sur ce rôle en 2008, puis en 2009 il prend part à 116 parties, toutes comme frappeur désigné.

### Angels de Los Angeles
Le 9 novembre 2009, Matsui est devenu agent libre après la fin du contrat le liant aux Yankees.
Il signe pour une saison chez les Angels de Los Angeles d'Anaheim le 16 décembre 2009. En 2010, il frappe pour 0,274 chez les Angels avec 21 circuits et 84 points produits, des statistiques offensives à peu de chose près comparables à celles de l'année précédente chez les Yankees.

### Athletics d'Oakland

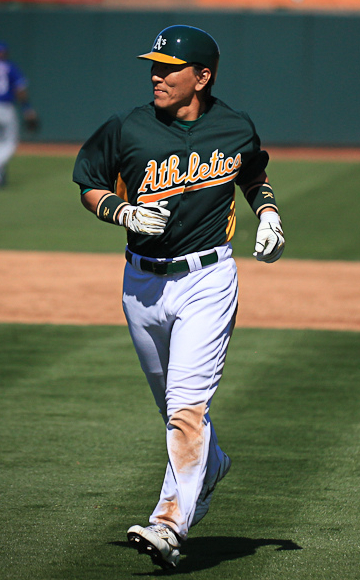
Hideki Matsui en 2011 avec les A's d'Oakland.

De nouveau agent libre au terme de son unique saison avec les Angels, il s'entend pour un an avec les Athletics d'Oakland.
Avec Oakland, Matsui affiche en 2011 sa plus basse moyenne au bâton (,251) depuis son arrivée dans les majeures. Il frappe 12 circuits et produit 72 points. Ses 130 coups sûrs sont à peine deux de moins que son total de la saison précédente, réussi en 141 parties au lieu de 145 en 2010.

### Rays de Tampa Bay

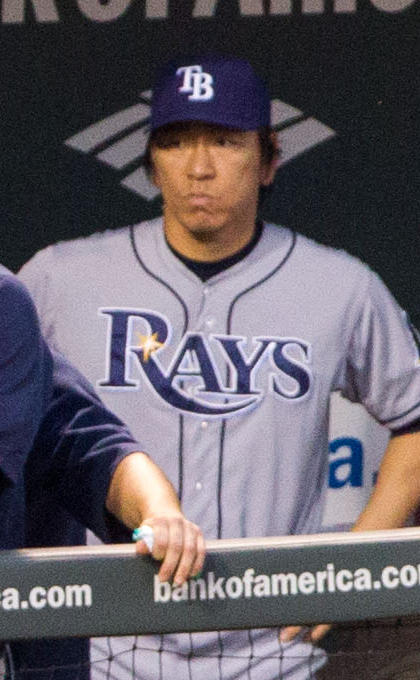
Hideki Matsui lors de son bref séjour avec Tampa Bay.

Agent libre au début de la saison 2012 des Ligues majeures, Matsui signe le 30 avril avec les Rays de Tampa Bay. Il dispute son premier match pour les Rays le 29 mai. La moyenne au bâton de Matsui demeure très faible : 0,147 en 34 parties pour les Rays, avec deux circuits et sept points produits. Il est retranché par Tampa Bay le 25 juillet et officiellement libéré le 1er août.

### Séries éliminatoires
Matsui a participé aux séries éliminatoires avec New York chaque année de 2003 à 2009, à l'exception de la saison 2008. En 2003, il cogne un circuit et produit 4 points à sa première Série mondiale, mais les Yankees s'inclinent devant les Marlins de la Floride.
En 2004, il maintient une moyenne au bâton de 0,412 en 11 parties d'après-saison, mais le voyage des Yankees vers la Série mondiale s'arrête en Série de championnat face aux Red Sox de Boston.
En 2009, après s'être fait discret durant les deux premières rondes éliminatoires, Matsui s'impose en finale contre les Phillies de Philadelphie : en 6 parties, il frappe pour 0,615 (8 coups sûrs en seulement 13 présences au bâton) avec 3 circuits et 8 points produits. Dans le match #6 contre les Phillies, il égale le record de tous les temps (établi par Bobby Richardson) en produisant 6 points dans un seul match de Série mondiale, menant les Yankees à un gain de 7-3 et à leur 27e titre mondial. Hideki Matsui devient le premier Japonais et le premier joueur asiatique à être élu joueur par excellence de la Série mondiale. Il est aussi le premier frappeur désigné de l'histoire à recevoir cet honneur.

### Retraite
Hideki Matsui annonce sa retraite de joueur le 27 décembre 2012. Il se retire avec les plus hauts totaux de circuits (175), points produits (760) et buts-sur-balles (547) par un athlète japonais dans les Ligues majeures. En 10 ans aux États-Unis, Matsui a maintenu une moyenne au bâton de ,282 en 1236 parties jouées, avec 1253 coups sûrs, 656 points marqués, une moyenne de présence sur les buts de ,360 et une moyenne de puissance de ,462.
En mars 2015, Matsui est engagé par les Yankees de New York comme conseiller du directeur-gérant Brian Cashman.

## Vie personnelle
Au début 2005, Hideki Matsui a donné 50 millions de yens (près d'un demi-million de dollars américains) aux victimes du tremblement de terre du 26 décembre 2004 dans l'océan Indien qui causa un tsunami dévastateur. En 2011, il donne 50 millions de yens (environ 600 000 dollars, soit 15 % de son revenu) à la Croix-Rouge après le séisme et le tsunami du 11 mars 2011 au Japon.
Matsui est marié depuis le printemps 2008. La cérémonie s'est tenue dans une église de New York. Depuis, le joueur des Yankees s'est montré soucieux de protéger l'anonymat de son épouse, refusant de dévoiler son nom ou de la présenter aux médias. En conférence de presse, il mentionna qu'il s'agissait d'une Japonaise âgée (à l'époque) de 25 ans et exhiba un dessin censé la représenter.
Hideki Matsui a reçu au Japon le surnom de « Godzilla », un surnom qui l'a suivi aux États-Unis. Sa connaissance de l'anglais étant limitée, même après plusieurs années en Occident, il utilise les services d'un interprète, Roglio Kahlon, dans ses contacts avec les médias américains.

## Cinéma
En 2002, Hideki Matsui a fait un caméo dans le film japonais Godzilla X Mechagodzilla (Gojira tai Mekagojira).